# 莱沙佩勒
莱沙佩勒（法語：Les Chapelles，法語發音：[le ʃapɛl]）是法国萨瓦省的一个市镇，属于阿尔贝维尔区。

## 地理
莱沙佩勒（45°35'24"N, 6°43'47"E）面积17.31 平方千米，位于法国奥弗涅-罗讷-阿尔卑斯大区萨瓦省，该省份为法国东部省份，历史上为薩伏依的一部分，北起上萨瓦省，西接伊泽尔省和安省，南部和东部与上阿尔卑斯省和意大利接壤。
与莱沙佩勒接壤的市镇（或旧市镇、城区）包括：博福尔、圣莫里斯堡、拉普拉涅-塔朗泰斯。

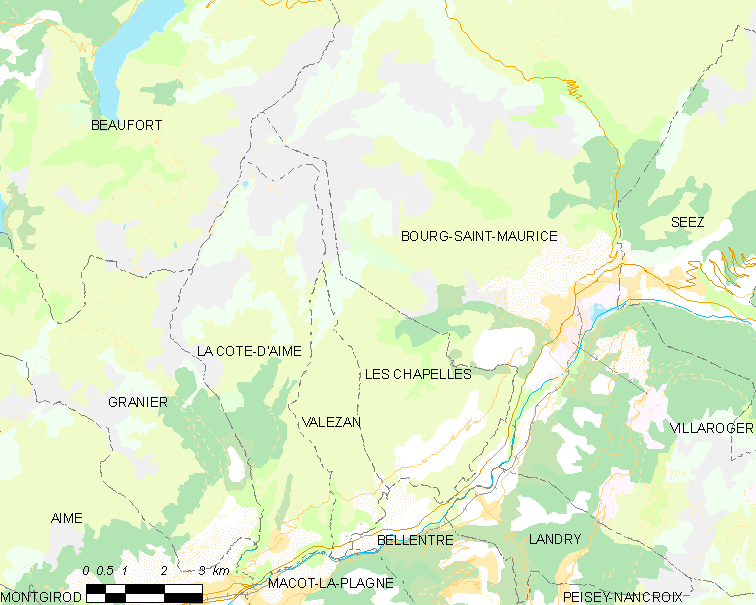
莱沙佩勒的OSM定位图

莱沙佩勒的时区为UTC+01:00、UTC+02:00（夏令时）。

## 行政
莱沙佩勒的邮政编码为73700，INSEE市镇编码为73077。

## 政治
莱沙佩勒所属的省级选区为圣莫里斯堡县。

## 人口

1962-2008年间莱沙佩勒人口变化图示

莱沙佩勒于2022年1月1日时的人口数量为566人。